# بيت العامري (بعدان)

تعديل مصدري - تعديل

بيت العامري محلة تابعة لقرية خربان، التابعة لعزلة الحرث بمديرية بعدان إحدى مديريات محافظة إب في الجمهورية اليمنية، بلغ تعداد سكانها 135 حسب تعداد اليمن لعام 2004.